# تپه میر فضل‌الله (۱)
تپه میر فضل‌الله (۱) مربوط به هزاره دوم و ۳ قبل از میلاد - دوره ساسانیان است و در شهرستان ممسنی، بخش رستم، دهستان رستم ۳، روستای کوپن علیا واقع شده و این اثر در تاریخ ۶ اسفند ۱۳۸۵ با شمارهٔ ثبت ۱۷۵۹۷ به‌عنوان یکی از آثار ملی ایران به ثبت رسیده است.